# All-Ireland Senior Football Championship 1954
L'All-Ireland Senior Football Championship del 1954 fu l'edizione numero 68 del principale torneo irlandese di calcio gaelico. Meath si impose per la seconda volta nella sua storia.

## Results

### Connacht
| 18 luglio 1954 Finale | Galway | 2-10 – 3-4 | Sligo | Tuam (15.000 spett.) |

### Leinster
| Dublino 25 luglio 1954 Finale | Meath | 4-7 – 2-10 | Offaly | Croke Park |

### Munster
| 1954 Finale | Kerry | 4-9 – 2-3 | Cork |  |

### Ulster
| 25 luglio 1954 Finale | Cavan | 2-10 – 2-5 | Armagh | Clones |

### All-Ireland Championship
| Dublino $11 agosto 1954 Semifinale | Meath | 1-5 – 0-7 | Cavan | Croke Park (42.123 spett.) |

| Dublino 15 agosto 1954 Semifinale | Kerry | 2-6 – 1-6 | Galway | Croke Park (40.740 spett.) |

| Dublino 26 September 1954 Finale | Meath | 1-13 – 1-7 | Kerry | Croke Park (75.276 spett.) |